# James Graham, 1.º Duque de Montrose
James Graham, 1º Duque e 4º Marquês de Montrose (Abril de 1682 – 7 de Janeiro de 1742) foi um estadista aristocrático escocês no início do século XVIII.

## Biografia
Ele foi o único filho de James Graham, 3.º Marquês de Montrose e Christian Leslie.
Originalmente o quarto Marquês de Montrose, James foi elevado ao título de duque em 1707, como recompensa pelo seu importante apoio ao Ato de União, enquanto era Lorde Presidente do Conselho Privado Escocês. Foi Lorde Almirante da Escócia de 1705 a 1706. Foi Guardião do Selo Privado da Escócia de 1709 a 1713 e atuou como Guardião do Grande Selo da Escócia de 1716 a 1733. Também foi um Lorde da Regência da Grã-Bretanha em 1714, após a morte da Rainha Ana. Além disso, serviu brevemente como Secretário de Estado da Escócia durante o ministério georgiano de Lorde Townshend. Em 1719, foi um dos principais subscritores da Real Academia de Música (1719), uma corporação que produziu óperas barrocas no palco. Ele atuou como governador do Hospital Foundling de Londres na época de sua fundação em 1739. Durante grande parte de sua vida adulta, foi chanceler da Universidade de Glasgow.

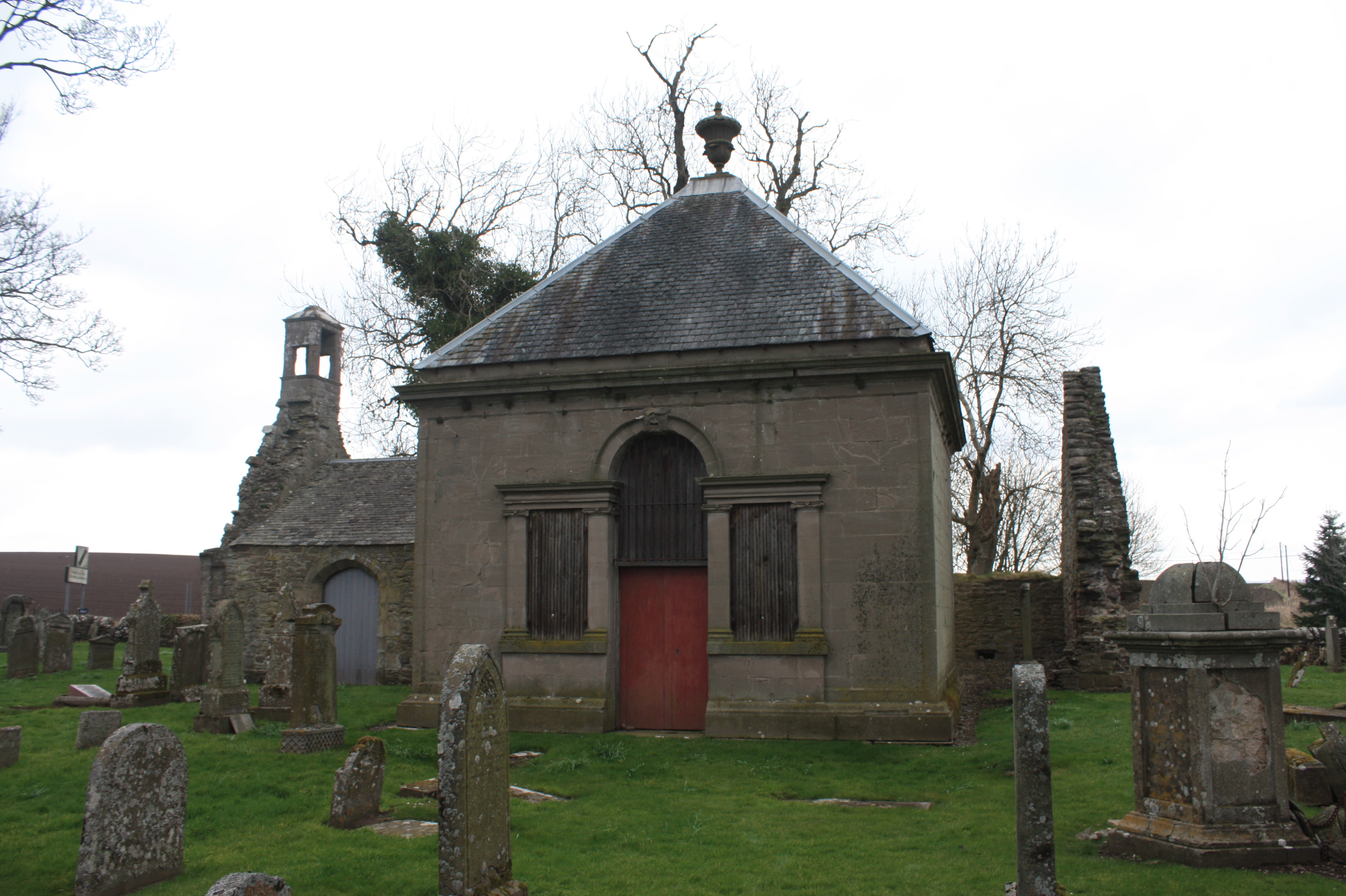
Mausoléu de Montrose, Aberuthven

Além de sua carreira política, ele foi um dos principais credores de Robert Roy MacGregor, que culpou o duque por sua ruína financeira; MacGregor então travou uma rixa com Graham por alguns anos. Montrose foi responsável por acusações de corrupção, ganhando desprestígio através do famoso jacobita.
Seu nome foi listado por Lockhart em 1711 entre outras pessoas de alto perfil que supostamente receberam subornos para apoiar a votação sobre a União. Disse-se que o duque recebeu £1.000 (aproximadamente £160.000 em valor de 2024) como incentivo.
Após sua morte, Graham foi enterrado em Aberuthven. O túmulo está localizado dentro do Mausoléu de Montrose.

## Casamento e descendencia
Em 31 de março de 1702, casou-se com Christian, filha de David Carnegie, 3.º Conde de Northesk. 
Juntos, tiveram vários filhos:
- James Graham (7 April 1703–2 March 1704);
- David Graham (8 June 1705–30 September 1731);
- Christian Graham (29 Oct 1706–30 May 1711);[2]
- Elizabeth Graham (23 April 1708–17 February 1711);[3]
- John Graham (9 April 1709–19 March 1710);[3]
- James Graham (26 March 1710–3 April 1711);[3]
- Thomas Graham (7 March 1711–27 December 1711);[3]
- William Graham, 2.º Duque de Montrose (27 Aug 1712–23 September 1790);[3]
- Margaret Graham (5 June 1714–1 April 1729);[3]
- George Graham (26 September 1715–2 January 1747).[3]

## Na cultura popular
Em Rob Roy, o Bandido das Terras Altas de Harold French, Graham é interpretado por Michael Gough.
Em Rob Roy de Michael Caton-Jones, Graham é interpretado por John Hurt. Nesta representação, ele é referido como o "Marquês de Montrose", apesar de seu título ter sido elevado a duque em 1707.